# Annales Academiæ Scientiarum Fennicæ Mathematica
Annales Academiæ Scientiarum Fennicæ Mathematica est une revue mathématique à évaluation par les pairs  publiée par l'Académie finlandaise des sciences depuis 1941.

## Historique
Le fondateur de la revue et son rédacteur en chef jusqu'en 1974 est Pekka Myrberg. Son rédacteur en chef actuel (2020) est Olli Martio. La revue a changé plusieurs fois de nom : elle portait le nom Annales Academiae Scientiarum Fennicae. Series A I de 1941 à 1975, et le nom Annales Academiae Scientiarum Fennicae. Series A I. Mathematica de 1975 à 1995, enfin Academiæ Scientiarum Fennicæ. Annales. Mathematica entre 1996 et 1997,.

## Description
La revue publie des articles de recherche dans tous les domaines des mathématiques, avec une prépondérance pour l’analyse. Elle publie aussi des thèses de doctorat en mathématiques dans sa série Annales Academiæ Scientiarum Fennicæ Mathematica Dissertationes. Les articles publiés se classent principalement dans les catégories : fonction d'une variable complexe, équations aux dérivées partielles, analyse fonctionnelle ; théorie du potentiel, théorie de la mesure et intégration, analyse harmonique, systèmes dynamiques et théorie ergodique fonctions réelles et fonctions complexes.
Les articles paraissent électroniquement ou sous forme imprimé. La revue est en libre accès. À titre d'exemple, le volume 43, de 2018, comporte environ 670 pages.

## Résumés et indexation
Les articles sont indexés et résumés dans Zentralblatt MATH et dans Mathematical Reviews. Le Mathematical Citation Quotient (MCQ) moyen est de 0,41 en 2018; celui de 'Annales Academiæ Scientiarum Fennicæ Mathematica était de 0,88.